# Rubus riparius
Rubus riparius är en rosväxtart som beskrevs av W.C. Barton och Newton. Rubus riparius ingår i släktet rubusar, och familjen rosväxter. Inga underarter finns listade i Catalogue of Life.